# Theresa Parker Babb
Theresa Parker Babb (Camden, Maine, 1868-1948) fue una fotógrafa estadounidense.

## Trayectoria
Nació en el seno de una familia acomodada y se casó con Charles W. Babb, tesorero del condado de Knox Mill y empresario de éxito. Hay poca información biográfica de Parker Babb, ya que en su época no fue reconocida.
Si se conservan sus fotografías y las descripciones de estas fue gracias a su hijo Charles que las guardó. Después de que su abuela muriera, en 1948, la nieta de Babb, Janaan Babb Vaughn, donó toda la colección al Centro de Historia Walsh de la Biblioteca Pública Camden (Maine). En los sobres que contienen los negativos hay anotaciones sobre el lugar, la fecha y las personas que aparecen. Por eso sabemos que fueron tomadas entre 1898 y 1901 y que sus protagonistas son miembros de su familia y de su círculo de amistades.
Babb fotografía la belleza del lugar, sus colinas, su puerto, las tradiciones industriales y la intimidad de la vida social de su ciudad. Pero lo que más sorprende de las imágenes de Babb es cómo en una sociedad tan puritana y encorsetada como la victoriana, un grupo de mujeres disfrutasen sin hombres de una vida personal y de amistad femenina.
En 2022 Editorial Comisura publicó el libro de cuentos Querida Theresa en el que 5 autoras (Marta Jiménez Serrano, Sara Torres, Rosario Villajos, Pilar Bellver y Valeria Mata) se inspiran en fotos de Babb.